# Décès en 1087
Décès
- 1083
- 1084
- 1085
- 1086
- 1087
- 1088
- 1089
- 1090
- 1091

Cette page dresse une liste de personnalités mortes au cours de l'année 1087 :
- 15 mars : Richilde de Hainaut, comtesse de Hainaut.
- 24-25 août : Thierry de Leernes, moine de Lobbes, écolâtre en divers monastères et finalement abbé de Saint-Hubert.
- 9 septembre : Guillaume le Conquérant, duc de Normandie, roi d'Angleterre depuis 1066.
- 16 septembre : Victor III, pape.
- 11 décembre : Kiyohara no Iehira, samouraï membre du clan Kiyohara.
- 27 décembre : Berthe de Turin, reine de Germanie puis impératrice du Saint-Empire.

- Al-Zarqali, Abu Ishaq Ibrahim ibn Yahya Al-Zarqali ou Al-Zarqali, astronome andalou originaire de Tolède.
- Arnoult de Soissons, ou Arnoult d'Audenarde ou Arnulf, religieux français, saint catholique. Il est souvent évoqué en tant que saint patron des meuniers et des brasseurs en Belgique.
- Constantin l'Africain, médecin.
- Léon Diogène, co-empereur byzantin.
- Domenico Selvo, 31e doge de Venise.
- Frédéric III de Goseck, comte de Putelendorf.
- Guillaume Ier de Bourgogne, comte de Bourgogne, comte de Mâcon et père du pape Calixte II.
- Maria Dobroniega de Kiev, princesse russe de la famille des Riourikides, duchesse de Pologne.
- Simon Ier de Montfort, troisième seigneur de Montfort l'Amaury.
- Morcar de Northumbrie, comte de Northumbrie.
- Salomon de Hongrie, roi de Hongrie.
- Stigand de Selsey, ecclésiastique anglo-saxon.
- Sven de Suède, dernier roi païen de Suède.

## Crédit d'auteurs
- Cet article est partiellement ou en totalité issu de l'article intitulé « 1087 » (voir la liste des auteurs).